# De geschenken van het kleine volkje

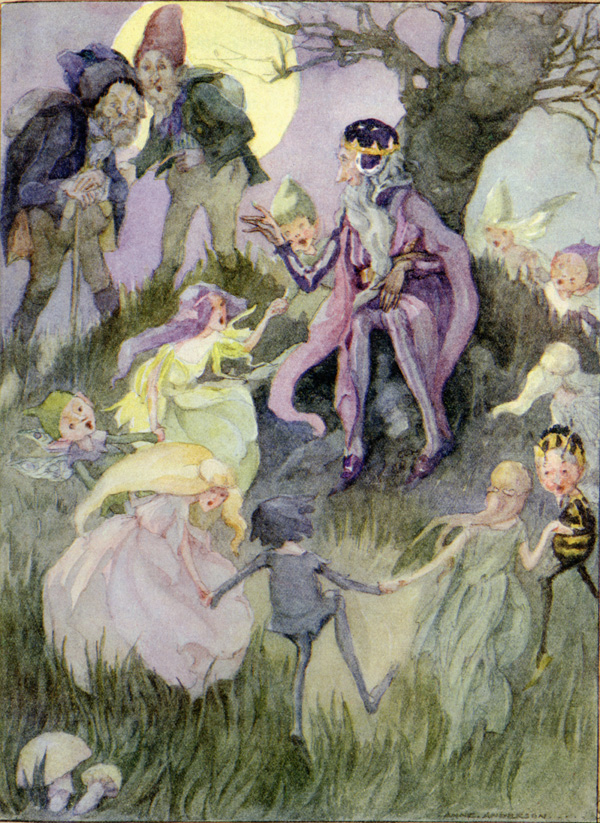
De geschenken van het kleine volkje (illustratie van Anne Anderson)

De geschenken van het kleine volkje is een sprookje, opgetekend door de gebroeders Grimm in hun Kinder- und Hausmärchen onder volgnummer KHM182. De originele naam van het sprookje is Die Geschenke des kleinen Volkes.

## Het verhaal
Een kleermaker en goudsmid reizen samen en horen muziek als de zon achter de bergen zakt. Ze lopen naar een heuvel en zien kleine mannetjes en vrouwtjes een rondedans doen. Ze zingen en dit is de muziek die de mannen hoorden. In het midden zit een oude man die iets groter is dan de rest. Hij draagt een veelkleurig jasje en heeft een lange grijze baard. Hij wenkt de mannen en laat ze in de kring komen. De gebochelde goudsmid stapt in de kring, maar de kleermaker is verlegen. Na een tijdje stapt hij ook in de kring en de kleine mensjes zingen en dansen.
De oude man pakt een breed mes en scheert het hoofdhaar en de baard van de goudsmid weg. Hij doet dit ook bij de kleermaker en wijst naar een berg kolen naast de kring. Ze moeten hun zakken vullen en ze lopen verder. Als de klok van het klooster twaalf slaat, verdwijnt de heuvel in het maanlicht. Ze komen bij een herberg en vergeten de kolen uit hun jas te halen. Ze worden wakker en treffen met goud gevulde zakken aan en hun hoofdhaar en baard zijn terug. Ze zijn rijk, maar de goudsmid is hebzuchtig en heeft zijn zakken voller gedaan dan de kleermaker. Hij wil nog meer en stelt voor opnieuw op zoek te gaan. De kleermaker heeft genoeg en wil naar huis om te trouwen met zijn liefje. Hij is gelukkig, maar wil de ander toch een plezier doen en blijft nog een nacht in de herberg.
's Avonds neemt de goudsmid grote zakken mee en gaat naar de heuvel. Hij treft het kleine volkje en wordt opnieuw gladgeschoren. Hij neemt alles mee wat hij dragen kan en valt in slaap in de herberg. De volgende ochtend ziet hij dat er enkel zwarte kolen in de zakken zitten. Het goud van de vorige nacht is ook weer in kolen veranderd en hij is kaal gebleven. Behalve een bochel op zijn rug, heeft hij nu ook een bochel op zijn borst. Hij begint te huilen en de kleermaker wordt wakker, hij troost de ongelukkige en deelt zijn schat. De goudsmid moet zijn hele leven twee bochels dragen en een muts om zijn hoofd te bedekken.

## Achtergronden
- Het sprookje komt uit Halle en is opgetekend in Sagen aus Sachsen und Thüringen (1846).
- Een kleermaker (naait uit kleine lapjes het levenslot aan elkaar) is vaak degene met slimheid en opgewektheid, hij vindt voor alles een oplossing. Zie ook Het dappere snijdertje (KHM20), De kleermaker in de hemel (KHM35), Tafeltje dek je, ezeltje strek je en knuppel uit de zak (KHM36), Duimpje de wereld in (KHM45), De twee reisgezellen (KHM107), Het snuggere snijdertje (KHM114), De glazen doodskist (KHM163), Lief en leed samen delen (KHM170) en De reus en de kleermaker (KHM183).
- Geschenken van toverwezens kunnen waardeloos lijken, maar blijken dan waardevol te zijn. Zie ook De roetzwarte broer van de duivel (KHM100), De zoete pap (KHM103) en De toverfles. Het omgekeerde kan ook voorkomen, zoals in De duivel en zijn grootmoeder (KHM125). Deze motieven komen veelvuldig voor in Ierse en Bretonse sprookjes.
- Het kleine, grijze of oude mannetje treedt vaak op als helper van de mens, maar kan ook boosaardig zijn. Denk ook aan een kabouter, dwerg, gnoom, trol of onderaardse geest. Zie hiervoor ook De drie mannetjes in het bos (KHM13), Het zingende botje (KHM28), De kabouters (KHM39), Repelsteeltje (KHM55), De bijenkoningin (KHM62), De gouden gans (KHM64), Het aardmanneke (KHM91), Het water des levens (KHM97), De geest in de fles (KHM99), De jood in de doornstruik (KHM110), Vogel Grijp (KHM165) en Sterke Hans (KHM166).
- Vergelijk Simeliberg (KHM142).
- Ook in Het is woensdag, woehoensdag uit Turkije wordt een beloning gegeven, een bochel wordt weggehaald en een ander krijgt een dubbele.
- In De aardmannetjes uit Ameland verdwijnt een bochel en een stotteraar ontvangt deze.
- In een volksverhaal uit Noord-Holland hebben drie palingboeren een bochel. De oudste kreeg ruzie met de middelste en kwakt hem tegen de kerkdeur. Zijn bochel zit aan de kerkdeur vast. De tweede wil zijn bochel ook wel kwijt en begint ook te vechten en ook zijn bochel belandt op de kerkdeur. De derde laat zich tegen de kerkdeur gooien en heeft dan drie bochels[1]
- Er is ook een oud Japans volksverhaal over dansende demonen die een man van zijn gezwel afhelpen en een ander een dubbel gezwel bezorgen.[2]
- Er is een Frans volksverhaal over nachtdansertjes of kabouters die de bochel met zalf doen verdwijnen, als een ander zaterdag en zondag aan het liedje toevoegt krijgt hij een dubbele bochel.[3] In een ander sprookje krijgt het eerste meisje een geschenk van zes van de zeven dwergjes, de tweede krijgt ook geschenken van de zes en ook de zevende.[4]